# Franjo Jeronim Bunić
Franjo Jeronim Bunić (tal. Francesco Girolamo Bona; Dubrovnik, 8. studenoga 1687. – Dubrovnik, 28. prosinca 1749.) bio je prelat Katoličke Crkve koji je služio kao biskup trebinjsko-mrkanski od 1727. do 1731. godine. Od 1731. do 1749. obavljao je službu apostolskog vikara kostantinopolskog te naslovnog nadbiskupa kartaškog.

## Životopis
Franjo Jeronim rođen je 8. studenoga 1687. u dubrovačkoj plemićkoj obitelji – Bunići. Godine 1710. zaređen je za svećenika Dubrovačke nadbiskupije te je službovao kao vikar nadbiskupa Giovannija Battiste Conventatija. Zbog nekih nesuglasica s nadbiskupom bio je prisiljen otići u Rim.
Papa Benedikt XIII. imenovao ga je, 17. ožujka 1727., trebinjsko-mrkanskim biskupom, preporučujući ga Dubrovačkoj Republici u materijalnom pogledu.
U vrijeme dok je boravio u Rimu u Hercegovini se događao velik progon katolika. Iz Rima se vraća krajem lipnja 1727. godine. U svibnju 1728., u pratnji dvojice svećenika, prvi put posjećuje Trebinjsku biskupiju.:str. 102. Tada je pohodio tri župe: Gradac, Ravno i Trebinju; u Dubrave nije mogao doći zbog nemira. Zbog situacije u biskupiji saziva biskupijsku sinodu, 28. travnja 1729. godine. Sinoda je održana u Gracu, 20. i 21. svibnja iste godine. Spisi s navedene sinode obuhvaćaju 85 stranica. Tom je prigodom obavio službeni pohod biskupiji.
Propaganda je 18. lipnja 1731. imenovala naslovnim nadbiskupom kartaškim in partibus infidelium i apostolskim vikariom u Carigradu. Prije odlaska u Carigrad želio je još jednom posjetiti kako on piše, „svoju prvu Crkvu” i „ostaviti posljednji blagoslov tome narodu” kojeg ljubio „s velikom nježnošću”.:str. 209. Zbog kuge, koja je vladala Hercegovinom, ipak nije mogao.:str. 104. Godine 1731. za apostolskog upravitelja Trebinjsko-mrkanske biskupije imenovan je protjerani sofijski nadbiskup Marko Andrijašević.:str. 105.
Najveći problem koji je Bunić morao riješiti u Carigradu odnosio se na slobodu bogoslužja za katoličke Armence, dotada progonjenih od pravoslavaca, čiji je patrijarh bio jedini priznat od osmanske vlade. Zbog zdravstvenih razloga u proljeće 1736. godine se vraća u Rim. U Rimu je tada podnio opširno izvješće o aktivnostima provedenim u pet godina boravka u osmanskoj prijestolnici.
Dana 24. rujna 1736. papa Klement XII. imenovao ga je asistentom papinskog prijestolja. U srpnju 1737. odlazi na dvor kralja Luja XV. u svojstvu papina izaslanika. Tu ostaje do lipnja 1738. Dana 8. srpnja 1738. ponovno se vraća u Carigrad. Ponovno se razbolio te 1741. napušta Carigrad. Papa Benedikt XIV., 23. svibnja 1742., imenuje nadbiskupa Bonu za apostolskog vizitatora postojećih misija u patrijarhatu. U tom svojstvu ponovno je u osmanskoj prijestolnici od 23. rujna 1743. godine.
Bunić se borio protiv širenja masonstva među Europljanima, a posebno među Francuzima u Carigradu. Više je puta intervenirao kod osmanskih vlasti da zabrane masonske sastanke.
Kao biskup bio je glavni posvetitelj na ređenju biskupa Francesca Antonija Razzolinija (1740.) te suposvetitelj na ređenju biskupa Francesca Franca (1736.).
Dana 25. lipnja 1749. odlazi iz Carigrada za Dubrovnik gdje je živio u mirovini. Preminuo je 28. prosinca 1749. godine. Po svojoj želji, pokopan je u Dominikanskoj crkvi u gradu.
Objavljen je njegov opširan Izvještaj na talijanskom o biskupiji Svetoj  Stolici, 1728. godine.

## Spisateljska djelatnost
U rukopisu su mu ostala tri djela na latinskom:
- „Synodus Dioecesana Tribuniensis”
- „Ciceronis vita Mideltonii latine versa”
- „Quaresimale recitato alla Signoria di Ragusa”

Godine 1749. u Veneciji mu je tiskano djelo:
- „Oratio in funere Eugenii Principis de Sabaudia” (Venecija, 1749.)

### Knjige
- Perić, Ratko. 2000. Da im spomen očuvamo. Biskupski ordinarijat Mostar. Mostar.

### Članci
- Krešić, Milenko. 2006. Povijesne okolnosti osnutka i osnutak župe Dubrave.   Krešić, Milenko (ur.). Humski zbornik IX. - 300 godina župe Dubrave. Aladinići. str. 75–109
- Krešić, Milenko. 2023. Nastanak i razvoj župa na području Trebinjsko-mrkanske biskupije i sakralni objekti po župama.   Puljić, Ivica; Marić, Marinko (ur.). Trebinjsko-mrkanska biskupija u vrijeme osmanske (turske) vladavine. Trebinjsko-mrkanska biskupija. Mostar. str. 171–247
- Nikić, Andrija. 1989. Bunić, Jerolim Frano (de Bona). Hrvatski biografski leksikon. Zagreb.  journal zahtijeva |journal= (pomoć)
- Pignatelli, Giuseppe. 1969. Bona, Francesco Girolamo (talijanski) (11). Dizionario Biografico degli Italiani. Rim.  journal zahtijeva |journal= (pomoć)

### Mrežna sjedišta
- Archbishop Francesco Girolamo Bona †. catholic-hierarchy.org (engleski). Pristupljeno 15. rujna 2022.

| Titule u Katoličkoj Crkvi    | Titule u Katoličkoj Crkvi                     | Titule u Katoličkoj Crkvi             |
| ---------------------------- | --------------------------------------------- | ------------------------------------- |
| prethodnik Ante Righi        | Biskup trebinjsko-mrkanski 1727.–1731.        | nasljednik Šiško Tudišić              |
| prethodnik Antonio Balsarini | Apostolski vikar kostantinopolski 1731.–1749. | nasljednik Blaise Paoli               |
| prethodnik Antonio Balsarini | Naslovni nadbiskup kartaški 1731.–1749.       | nasljednik Johann Joseph von Trautson |